# Caverna Wezmeh
A caverna Wezmeh é um sítio arqueológico perto de Eslamabad-e Gharb, oeste do Irã, cerca de 470 km (290 milhas) a sudoeste da capital Teerã. O local foi descoberto em 1999 e escavado em 2001 por uma equipe de arqueólogos iranianos sob a liderança do Dr. Kamyar Abdi. A caverna Wezmeh foi reescavada por uma equipe sob a direção de Fereidoun Biglari em 2019.

## Animais do Pleistoceno
Um grande número de restos de fósseis de animais foi descoberto até 2020. As datas mais antigas e mais recentes obtidas em ossos de animais são de 70.000 anos AP e 11.000 anos AP, respectivamente. Os restos de animais pertencem a raposa vermelha, hiena pintada, urso marrom, lobo, leão, leopardo, gato selvagem, equídeos, rinoceronte, javali, veado, auroque, cabra e ovelha selvagens etc.

## Restos humanos

### Pleistoceno
Dente pré-molar superior direito da criança Wezmeh (P3 ou possivelmente P4) de um indivíduo entre 6-10 anos de idade da caverna de Wezmeh.  Vários ossos e dentes humanos fragmentados foram descobertos no local. Entre esses restos humanos, um dente estudado em detalhes por paleoantropólogos como Erik Trinkaus. Wezmeh 1, também conhecido como Wezmeh Child, representado por um dente pré-molar superior direito humano isolado não irrompido (P3 ou possivelmente P4) de um indivíduo entre 6–10 anos de idade. É relativamente grande em comparação com P3 e P4 do Holoceno e do Pleistoceno Superior.

### Holoceno
Um fragmento de osso metatarso humano também foi analisado e datado do período Neolítico, cerca de 9.000 anos atrás. O DNA desse fragmento ósseo mostra que ele pertence a um grupo genético distinto, que os cientistas ainda não conheciam. Ele pertence ao haplogrupo G2b de Y-DNA, especificamente seu ramo G-Y37100, e ao haplogrupo mitocondrial J1d6. Ele tinha olhos castanhos, pele relativamente escura e cabelo preto, embora os iranianos do Neolítico apresentassem alelos associados à pigmentação reduzida em vários genes e alelos derivados em 7 dos 12 loci, mostrando as assinaturas de seleção mais fortes nos antigos eurasianos.